# Station Coldrano-Martello Goldrain-Martell
Station Coldrano-Martello Goldrain-Martell is een spoorwegstation aan de Vintzgouwspoorlijn bij het dorp Goldrain in de gemeente Latsch tegen de gemeente Martell (Italië-Zuid-Tirol).
De stationsnaam wordt volgens de regels van Trenitalia in het Italiaans aangegeven, gevolgd door het Duits als lokale taal.